# Dinja
Dinja (lat. Cucumis melo) je jednogodišnja biljka koja se ubraja u porodicu Cucurbitaceae. Uzgaja se uglavnom u Aziji, SAD-u, Meksiku, ali i u mnogim mediteranskim zemljama. Naziva se još bostan, cata, dina, melon, milun, mlûn, pekun, pepun, pipun. Uzgaja se u vrtovima i na plantažama. Cvate na početku ljeta, a bere se u jesen.

## Opis
Plod dinje je ovalnog oblika. Obično je dug 15 – 22 cm, a težak 1 – 2 kg. Ima jako lijep miris i okus. Tvrda kora može biti glatka, naborana ili mrežasta s režnjevima. Unutrašnji, jestivi dio najčešće je narančaste ili svjetlozelene boje, a šupljina je ispunjena sjemenkama. Stablo je visoko 23 m. Tamnozeleni cjeloviti listovi su po rubovima nazubljeni. Naizmjenično su poredani na dugačkim peteljkama.

### Razmnožavanje
Dinja ima odvojene muške i ženske cvjetove na istoj vriježi. Prvo se razvijaju muški cvjetovi, koji najčešće rastu na glavnoj vriježi, dok ženski cvjetovi cvjetaju na bočnim vriježama. Sastoje se od svjetlozelenih lapova i pet međusobno sraslih latica žute boje. Ženski cvjetovi imaju tučak s 3 – 5 dijelova, a muški 3 – 5 prašnika.

## Podrijetlo
Smatra se da dinja potječe iz Azije. U Kini je bila poznata već 1000. pr. Kr. U Bibliji se spominje da su Izraelci, kada su napustili Egipat i s Mojsijem četrdeset godina lutali pustinjom, žalili za svojom omiljenom hranom, a posebice dinjom. Slike iz gradova Herkulaneja i Pompeja iz 79. godine dokaz su da su i Rimljani poznavali dinju.

## Energetska i nutritivna vrijednost
Plod dinje sadrži 95 % vode, 1 % bjelančevina, 5,5 % šećera, 1 g biljnih vlakana, limunsku kiselinu i eterično ulje. Od vitamina sadrži jako puno karotena, vitamin B i vitamin C, a od minerala bogata je kalijem, fosforom, magnezijem, kalcijem, željezom, cinkom i bakrom. Energetska vrijednost u 100 grama iznosi 100 kj (24 kcal).

## Koristi
Od plodova se često pravi kompot i marmelada. Osim toga, koristi se u pripremi voćne salate, iako nije voće. U egzotičnim kuhinjama se priprema salsa, umak od kockica dinje. Taj umak se poslužuje uz ribu i piletinu s roštilja. U Indiji se uz piletinu poslužuje ljuti curry od dinje. Kuglice od dinje često se dodaju pićima.

### Ljekovitost
Dinja ima jako pozitivne učinke na zdravlje organizma. Štiti organizam od kardiovaskularnih bolesti i starenja
Potiče rad bubrega, te pomaže u smanjenju tjelesne težine. Zbog dosta karotena u sebi, dinja se smatra antikancerogenom hranom. Oblog od iscijeđenog soka dinje ili od naribane dinje služi za otklanjanje boli.